# Ness (reka)
Reka Ness (škotskogelsko Abhainn Nis) je reka v Škotskem višavju v Združenem kraljestvu. Teče iz jezera Loch Dochfour na severnem koncu jezera Loch Ness, severovzhodno do izliva Beauly Firth pri Invernessu, na razdalji približno 10 kilometrov, s padcem v višino približno 16 metrov. Reka je izvor imena Inverness, ki je iz škotskogelsko Inbhir Nis, kar pomeni 'ustje Nessa'.

## Etimologija
Hidronim Ness je piktskega izvora. Ime morda izhaja iz *Nessa, imena rečne boginje. *Nessa ohranja starokeltsko *Nesta, s koreninami v indoevropskem ned, 'voda', iz katerega izhajata grška hidronima Neda in Nestos.

## Potek
Jez Dochgarroch na spodnjem koncu jezera Dochfour označuje začetek reke Ness. Batimetrična raziskava škotskih sladkovodnih jezer je Loch Dochfour obravnavala kot ločeno od Loch Nessa, vendar jo je mogoče obravnavati kot del Loch Nessa. Pri Carnarc Pointu na zahodnem bregu se reka izliva v vzhodni konec Beauly Firtha, ki je nadaljevanje Moray Firtha, pri Kessocku. Severni del Kaledonskega prekopa deloma poteka skozi reko Ness in deloma ob njej. Reka Ness je ledeniškega izvora. Čeprav je kratka, ima eno najvišjih povprečnih stopenj pretoka v Združenem kraljestvu, in sicer 300 kubičnih metrov na sekundo.
Čeprav se reka Ness začne pri jezu Dochgarroch na spodnjem toku jezera Loch Dochfour, jo dovaja jezero Loch Ness, zato so vse reke, ki se izlivajo v jezero Loch Ness, del povodja reke Ness.
Linearna os reke Ness-Loch Ness-Loch Oich sledi prelomu Great Glen, pri čemer je razvodnica v nizki depresiji pri Laggan Locks, za katero se Loch Lochy-reka Lochy-reka Spean nadaljuje na tej osi do zahodne obale pri Fort Williamu.

## Pomembne stavbe
Na hribu nad reko v Invernessu stoji grad Inverness. Poleg gradu je muzej in umetniška galerija Inverness. Reko gleda gledališče Eden Court, eno največjih gledališč na Škotskem. Stolnica v Invernessu prav tako leži na bregovih reke Ness, kot tudi Old High St Stephen's, ki stoji na hribu, znanem kot St Michael's Mount. Inverness privablja veliko turistov in ob reki so hoteli.

## Mostovi
V Invernessu je več mostov, ki prečkajo reko Ness: mostovi na otokih Ness; bolnišnični most, zgrajen v Rose Street Foundry, Inverness 1879; Most Ness, zgrajen leta 1961, ki je nadomestil prejšnji most, ki je nadomestil most iz leta 1685, ki se je zrušil med poplavami leta 1849. Most iz leta 1685 je leta 1831 skiciral J. M. W. Turner in skica pripada Tate; most Greig Street; Friar's Bridge; most Waterloo in železniški most, ki je jekleni most, izdelan leta 1989, da bi nadomestil prejšnji kamniti most, ki so ga odnesle poplave leta 1989. Most Greig Street je slikovit viseči most, zgrajen v Invernessu leta 1881. Južna obvoznica Invernessa je bila dokončana leta 2017 z mostom Holm Mills.

## Narava in parki
Gorvodno od središča mesta Inverness ležijo otoki Ness, ki so priljubljeni za sprehode v naravi in imajo veliko lepih primerkov dreves. Reka teče skozi srce mesta Inverness in pogosto je mogoče videti ribiče v pobrežju, ki lovijo losose. Odbor za ribištvo lososa okrožja Ness je statutarni organ, odgovoren za zaščito in izboljšanje ribolova lososa in potočne postrvi (Salmo trutta) v okrožju Ness. Pogosto opazimo navadnega tjulnja in sivega tjulnja (Halichoerus grypus), sivo čapljo, obvodnega netopirja|, mestno lastovko, sivo pastirico (Motacilla cinerea), velikega galeba (Larus marinus), srebrnega galeba (Larus argentatus), školjkarico (Haematopus ostralegus), mlakarico (Anas platyrhynchos), povodnega kosa, velikega žagarja (Mergus merganser) in druge ptice. V določenih obdobjih leta je mogoče videti polarne čigre, ki se obdajajo ob ograjah vzdolž rečnih bregov, občasno pa so opazili ribjega orla, ki lovi v reki z otokov Ness. Včasih opazimo vidro. Bregovi reke so obdani z lipami.
Blizu otokov Ness na zahodnem bregu je park Bught, ki nudi športne in rekreacijske objekte. Tukaj lahko najdete športni center Inverness in Aquadome, drsališče in botanične vrtove Inverness, prej znane kot Floral Hall and Gardens, ki vsebujejo tropske in puščavske rastlinjake ter vodni slap. Dlje gorvodno od parka Bught je park Whin, ki ima ribnik za čolnarjenje.
V Cavell Gardens blizu Infirmary Bridge je vojni spomenik Inverness, ki obeležuje padle v obeh svetovnih vojnah. Spomenik je izdelan iz rdečega peščenjaka in je oblikovan v obliki keltskega križa.

## Blažitev poplav
Na strani reke v središču mesta se trenutno gradi večji načrt za ublažitev poplav. 8,5 milijona funtov vredno pogodbo za to fazo je prevzel Morgan Sindall.

## Pristanišče Inverness
Pristanišče Inverness je ob izlivu reke Ness, kjer je tudi nedavno zgrajena marina, ki ponuja privez za zasebne jahte in druga plovila.